# Bettina Völter

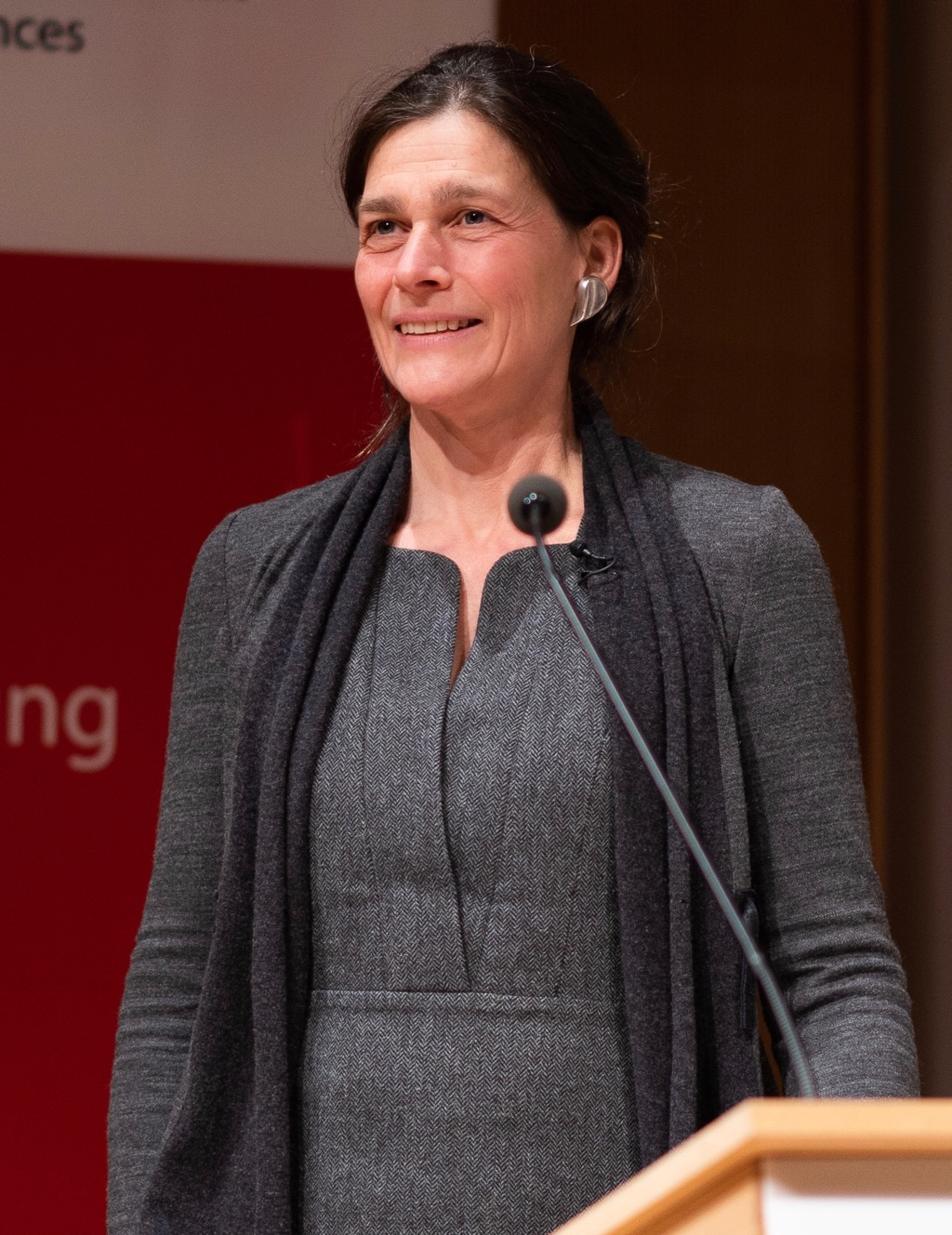
Bettina Völter (2020)

Bettina Völter (geboren 1964 in Sindelfingen) ist eine deutsche Soziologin und Politikwissenschaftlerin. Sie lehrt als Professorin an der Alice Salomon Hochschule Berlin Theorien und Methoden der Sozialen Arbeit und ist seit 2018 Rektorin der Hochschule.

## Berufsweg und Forschung
Nach dem Abitur in Sindelfingen studierte Völter von 1986 bis 1992 Politik, Soziologie, Geschichte und Theaterwissenschaften in Erlangen, Paris und Berlin. Ihr Diplom in Politikwissenschaft mit dem Schwerpunkt Geschichte und Soziologie schloss sie 1993 ab. Im Anschluss arbeitet sie von 1993 bis 1995 als wissenschaftliche Mitarbeiterin im DFG-Forschungsprojekt Der Holocaust im Leben von drei Generationen jüdischer und nicht-jüdischer Familien in Israel, Ost- und Westdeutschland, das an der Gesamthochschule Kassel angesiedelt war. Danach wechselte sie an die TU Berlin, wo sie von 1995 bis 2000 am Institut für Soziologie als wissenschaftliche Mitarbeiterin tätig war.
2001 wurde sie am Institut für Soziologie der TU Berlin zum Dr. phil. mit einer Arbeit zum Thema Judentum und Kommunismus. Deutsche Familiengeschichten in drei Generationen promoviert.
2001 übernahm sie bis 2002 an der Universität-Gesamthochschule Kassel im Fachbereich Sozialwesen eine Vertretung des Lehrstuhls „Sozialwissenschaftliche Grundlagen von Fallanalysen“. Ihre akademische Laufbahn setzte sie mit Lehraufträgen an der Universität Göttingen, an der Hochschule für Musik und Theater Rostock, an der Universität Wien sowie an der Alice Salomon Hochschule Berlin fort.
Seit 2006 ist sie zudem Systemische Therapeutin und arbeitete als Familientherapeutin.
Im Jahr 2007 erhielt sie einen Ruf an die Alice Salomon Hochschule Berlin als Professorin für Theorien und Methoden der Sozialen Arbeit. Hier lehrt sie Rekonstruktive Soziale Arbeit und beschäftigt sich mit Biografieforschung.
In den Gremien der Alice Salomon Hochschule war sie von 2014 bis 2018 Prorektorin für Forschung und Kooperation. Seit 2018 ist sie Rektorin.

## Kontroverse
Im Januar 2025 kam es an der ASH zu antiisraelischen Protesten im Zusammenhang mit dem Krieg in Israel und Gaza, während der Studierende Räume der Hochschule besetzten. Völter setzte im Umgang mit den Protestierenden auf Dialog, eine vorübergehende Duldung der Besetzung und wandte sich gegen die Präsenz der angerückten Polizei auf dem Campus. Ihr Agieren wurde kontrovers diskutiert. Der Berliner CDU-Fraktionschef Dirk Stettner forderte ihren Rücktritt, auch Innensenatorin Iris Spanger (SPD) kritisierte sie scharf. Außerdem wurde kritisiert, dass die Hochschulleitung Journalisten das Betreten des Geländes untersagt sowie deren Arbeit behindert habe.
Siehe auch: Alice Salomon Hochschule Berlin#Besetzung des Hochschulgebäudes durch pro-palästinensische Demonstranten im Januar 2025

## Ehrenämter und Mitgliedschaften
- Mitglied der Deutschen Gesellschaft für Soziale Arbeit (DGSA)
- Mitglied der Sektion Biographieforschung der Deutschen Gesellschaft für Soziologie (DGS)
- Mitglied des Netzwerks Rekonstruktive Soziale Arbeit – zur Entwicklung von Forschung, Lehre und beruflicher Praxis
- Mitglied der Sektion Qualitative Sozialforschung der DGS
- Mitglied des Deutschen Hochschulverbandes (DHV)
- Mitglied von Gegen Vergessen für Demokratie e.V.
- Mitglied von Aktion Sühnezeichen e.V.

## Publikationen (Auswahl)

### Monografien und Herausgeberschaften
- Judentum und Kommunismus. Deutsche Familiengeschichten in drei Generationen. Leske + Budrich, Opladen 2003, ISBN 3-8100-3370-7.
- mit Bettina Dausien, Helma Lutz, Gabriele Rosenthal (Hrsg.): Biographieforschung im Diskurs. Verlag für Sozialwissenschaften, Wiesbaden 2005, ISBN 3-531-14241-0.
- mit Hedwig Rosa Griesehop, Regina Rätz (Hrsg.): Biografieorientierte Einzelfallhilfe. Methoden und Arbeitstechniken. Beltz Juventa, Weinheim, Basel 2012, ISBN 978-3-7799-2209-4.
- mit Regina Rätz (Hrsg.): Wörterbuch Rekonstruktive Soziale Arbeit. Verlag Barbara Budrich, Opladen, Berlin 2015, ISBN 978-3-86649-383-4.
- mit Ute Reichmann (Hrsg.): Rekonstruktiv denken und handeln. Rekonstruktive Soziale Arbeit als professionelle Praxis. Verlag Barbara Budrich, Opladen 2017, ISBN 978-3-8474-0060-8.
- mit Heinz Cornel, Silke Birgitta Gahleitner, Stephan Voß (Hrsg.): Professionsverständnisse in der Sozialen Arbeit. Beltz Juventa, Weinheim, Basel 2020, ISBN 978-3-7799-6304-2.

### Fachtexte
- Das Konzept der Rekonstruktiven Sozialen Arbeit in der beruflichen Praxis. In: Barbara Völter, Ute Reichmann (Hrsg.): Rekonstruktiv denken und handeln. Rekonstruktive Soziale Arbeit als professionelle Praxis. Verlag Barbara Budrich, Opladen 2017, ISBN 978-3-8474-0060-8.
- Biographie und Professionen. In: Helma Lutz, Martina Schiebel, Elisabeth Tuider: Handbuch Biographieforschung. Springer, Wiesbaden 2018, ISBN 978-3-658-18171-0.
- Rekonstruktive Soziale Arbeit als Konzept Sozialer Arbeit. In: Walburga Hoff, Birgit Bender-Junker, Klaus Kraimer (Hrsg.): Rekonstruktive Wissensbildung. Historische und systematische Perspektiven einer gegenstandsbezogenen Theorie der Sozialen Arbeit. Verlag Julius Klinkhardt, Bad Heilbrunn 2019, ISBN 978-3-7815-2290-9.